# Komirić
Komirić (cyr. Комирић) – wieś w Serbii, w okręgu kolubarskim, w gminie Osečina. W 2011 roku liczyła 734 mieszkańców.